# 安東妮亞·戈迪亞娜
安東妮亞·戈迪亞娜（Antonia Gordiana）羅馬帝國一位皇室成員。她是戈爾迪安一世的女兒、戈爾迪安三世的母親。根據羅馬帝王紀，安東妮亞·戈迪亞娜的丈夫名為尤尼烏斯·李希尼烏斯·巴爾布斯（Junius Licinius Balbus），是昆圖斯·塞維利烏斯·普登斯的外孫。在戈爾迪安二世於迦太基戰死、戈爾迪安一世自盡後，元老院將巴爾比努斯與普皮恩努斯立為皇帝。安東妮亞·戈迪亞娜成功讓他們承認戈爾迪安三世為帝國繼承人，不久後兩人即遭羅馬禁衛軍殺害，戈爾迪安三世成為新皇帝。